# Sribnyj molbert
Sribnyj molbert je otevřená umělecká soutěž, která se koná mezi studenty vysokých škol Ukrajiny a Evropy, bez ohledu na typ školy či studijního oboru. Hlavní místo soutěže je Užhorod. Soutěž poprvé proběhla 25. - 29. října 2016.

## Organizátoři / Zakladatelé
Pořadatelem soutěže je kulturně-umělecká nadace Brovdi Art a její zakladatelé Robert a Natalia Brovdi.

## Historie

### Podzim 2016
V období od 18. do 22. října 2016 byla v Užhorodě založena ukrajinská studentská malířská soutěž "Sribnyj Molbert" (Stříbrný stojan) pod patronací Zakarpatské akademie umění a nevládní organizace "Nadace pro rozvoj Zakarpatského umění" (dnes Brovdi Art).
V Ukrajinskej umělecké soutěže "Sribnyj Molbert" se zúčastnilo 44 studentů - soutěžících z 22 vzdělávacích institucí z 13 regionů Ukrajiny. Hlavní podmínkou bylo splnění tří zadání: "Městská krajina", "Krajina" a "Portrét". Kromě soutěžních úkolů organizátoři připravili kulturně-exkurzní program s návštěvou muzejních zařízení a galerií Užhorodu.

#### Nominace, ceny a vítěze
V nominaci "Městská krajina"
| І místo   | Taras Vasylovyč Hodvan | Zakarpatská akademie umění (Užhorod)                     |
| ІІ místo  | Valerija Isajeva       | Národní akademie výtvarných umění a architektury (Kyjev) |
| ІІІ místo | Maxym Hospodynchyk     | Zakarpatská akademie umění (Užhorod)                     |

V nominaci "Krajina"
| І místo   | Maryna Zevako          | Poltavská národní technická univerzita J. Kondraťuka |
| ІІ místo  | Taras Vasylovyč Hodvan | Zakarpatská akademie umění (Užhorod)                 |
| ІІІ místo | Bohdan Bjelyj          | Poltavská národní technická univerzita J. Kondraťuka |

V nominaci "Portrét"
| І místo   | Taras Vasylovyč Hodvan | Zakarpatská akademie umění (Užhorod)                 |
| ІІ místo  | Maryna Zevako          | Poltavská národní technická univerzita J. Kondraťuka |
| ІІІ místo | Maxym Hospodynchyk     | Zakarpatská akademie umění (Užhorod)                 |

Speciální ceny
| Městská krajina | Alina Ščerban              | Čerkaská státní technická univerzita   |
| Krajina         | Olha Marčenko              | Chersonská státní technická univerzita |
| Portrét         | Jaryna-Mychajlyna Radomska | Ukrajinská akademie tisku (Lviv)       |

### Jaro 2017
Od 25. do 29. dubna 2017 proběhl v Užhorodě 2. ročník celostátní studentské umělecké soutěže "Sribnyj molbert", které se zúčastnilo 51 studentů ze  2-6 kurzů uměleckých oborů ze 17 vysokoškolských institucí Ukrajiny III. - IV. úrovně akreditace.

#### Nominace, ceny a vítězové
V nominaci “Městská krajina“
| І místo   | Veronika Syrotkina | Národní akademie výtvarných umění a architektury |
| ІІ místo  | Maxym Hospodynchyk | Zakarpatská akademie umění                       |
| ІІІ místo | Kateryna Šelevycka | Zakarpatská akademie umění                       |

V nominaci “Improvizace“
| І místo   | Maxym Hospodynchyk | Zakarpatská akademie umění                       |
| ІІ místo  | Volodymyr Kohut    | Lvovská národní akademie umění                   |
| ІІІ místo | Veronika Syrotkina | Národní akademie výtvarných umění a architektury |

V nominaci “Portrét“
| І místo   | Maxym Hospodynchyk | Zakarpatská akademie umění                       |
| ІІ místo  | Veronika Syrotkina | Národní akademie výtvarných umění a architektury |
| ІІІ místo | Petro Hrycjuk      | Lvovská národní akademie umění                   |

## Zvláštní ceny
Mnoho účastníků získalo od partnerů zvláštní ceny, zejména:
- od aukčního domu "Zolotoye Secheniye" (Zlatý Průřez) - Anastasiya Mytikova (Státní akademie designu a umění v Charkově);
- od Nadací Sky Art - Veronika Syrotkina (Národní akademie výtvarných umění a architektury);
- od Maxyma a Julie Vološinových, zakladatelů Voloshyn Gallery - Petro Hrycjuk (Národní akademie umění ve Lvově), Volodymyr Kohut (Národní akademie umění ve Lvově), Igor Nekraha (Charkovská škola kultury);
- od Royal Talens - Stanislav Iljašenko (Státní akademie designu a umění v Charkově);
-  zvláštní ocenění od malíře Anatolije Kryvolapa obdržela Anastasja Telyčuk (Národní akademie výtvarných umění a architektury);
- od poradce ředitele Institutu pro problémy moderního umění Akademie národních umění Ukrajiny, obchodníka s uměním Ihora Abramoviče, tři soutěžící získali ocenění: Oleg Drobocky (Národní akademie umění Lviv), Veronika Syrotkina (Národní akademie výtvarných umění a architektury) a Diana Faksh (Národní akademie výtvarných umění a architektury);
- mediální partner soutěže - zakladatel informačního portálu Arts Looker Michajlo Kyrejto - zvýraznil práci Diany Faksh (NAOMA) a jako cenu navrhl uspořádat v letošním roce výstavu jejích prací v uměleckém prostoru v Kyjevě "SKLO";
- Umělecká rezidence "Velykyj Pereviz" ocenila tři účastníky a cenou byl desetidenní pobyt v jejich rezidenci. Cenu dostali Petr Hrycjuk (Lvovská národní akademie věd), Anastasja Mitikova (Charkovská státní akademie designu a umění) a Olexij Omelčenko (NAOMA).
Kromě toho všichni účastníci obdrželi od nizozemské společnosti Royal Talens sadu olejových barev Van Gogh a také sadu linerů Sakura.